# Hystricosphodrus
Hystricosphodrus is een geslacht van kevers uit de familie van de loopkevers (Carabidae). De wetenschappelijke naam van het geslacht is voor het eerst geldig gepubliceerd in 2005 door Casale & Giachino.

## Soorten
Het geslacht Hystricosphodrus is monotypisch en omvat slechts de volgende soort:
- Hystricosphodrus vailatii Casale & Giachino, 2005